# San Sebastiano gettato nella Cloaca Massima
San Sebastiano gettato nella Cloaca Massima è un dipinto di Ludovico Carracci, eseguito nel 1612 e conservato nel Getty Museum di Los Angeles.

## Storia e significato iconografico del dipinto
Il dipinto raffigura un evento dell'agiografia di san Sebastiano rappresentato molto di rado.
Infatti, l'iconografia del santo è prevalentemente concentrata, con innumerevoli esempi, sul supplizio delle frecce cui il martire venne sottoposto. Ma, come ci dicono le fonti agiografiche, Sebastiano non morì in quell'occasione, in quanto la pia matrona Irene lo curò, salvandolo. In seguito, Sebastiano fu nuovamente catturato dai suoi persecutori e flagellato (o, seconda altra versione, bastonato) a morte. Il suo corpo, quindi, per ulteriore spregio, venne gettato nella Cloaca Massima. Ed è proprio questo il momento raffigurato da Ludovico Carracci.
Sul luogo ove leggendariamente il corpo del santo sarebbe stato recuperato, venne edificata, nel XII secolo, una piccola chiesa popolarmente detta di San Bastianello. Alcuni secoli dopo, nella stessa area, l'ordine teatino, ormai sempre più potente e desideroso di disporre di una propria grande basilica, promosse la costruzione della chiesa di Sant’Andrea della Valle. L'edificazione di questo nuovo grande edificio comportò la distruzione della vecchia chiesetta di San Bastianello. Il punto in cui sorgeva questo vecchio e venerato luogo di culto venne a trovarsi sotto l'impiantito della cappella di Maffeo Barberini, sita all'interno di Sant'Andrea della Valle. 
Come ci informa una lettera del futuro Urbano VIII, egli avrebbe voluto creare, sotto la sua nuova cappella, una cappella ipogea (nello spazio nella distrutta San Bastianello) per perpetuare il culto di san Sebastiano. Proprio per adornare questa cappella sotterranea Maffeo Barberini, a quel tempo a Bologna in qualità di Legato Pontificio, commissionò il dipinto a Ludovico Carracci.
Tuttavia, il progetto di questo ambiente cultuale sotterraneo sfumò e Maffeo non ritenne opportuno collocare il quadro del Carracci nella sua cappella in quanto immagine, quella di un santo gettato in una fogna, poco adatta ad un'esposizione pubblica. 
Nella cappella Barberini venne posto, in luogo del quadro di Ludovico, un dipinto del Passignano, raffigurante il più edificante momento del recupero del corpo di san Sebastiano dalla Cloaca Massima.
Il dipinto di Ludovico Carracci entrò, pertanto, nella collezione privata della famiglia Barberini, ove è documentato in vari inventari. 
Attesta l'appartenenza della tela ai Barberini anche Carlo Cesare Malvasia che, nella Felsina Pittrice (1678), menziona il dipinto in questi singolari termini: «Per il sig. Principe di Palestrina alle Quattro Fontane [un titolo dei Barberini, mentre le Quattro Fontane è il luogo in cui sorge il celebre palazzo della famiglia]... Il Palinuro sepolto da' soldati fatto per un San Sebastiano». 
Il soggetto del dipinto di Ludovico era stato, quindi, associato alla figura di Palinuro, il nocchiero di Enea. In effetti, tra la vicenda di san Sebastiano e quella di Palinuro vi sono delle coincidenze: entrambi sono brutalmente uccisi e i loro cadaveri gettati in acqua; entrambi, dopo la morte, chiedono di avere una degna sepoltura, il primo comparendo in sogno alla pia donna Lucina, il secondo nell'incontro con Enea nell'Ade.
Infine, il quadro fu collocato sul mercato antiquario e nel 1971 acquistato dall'attuale proprietario.

## Descrizione e stile

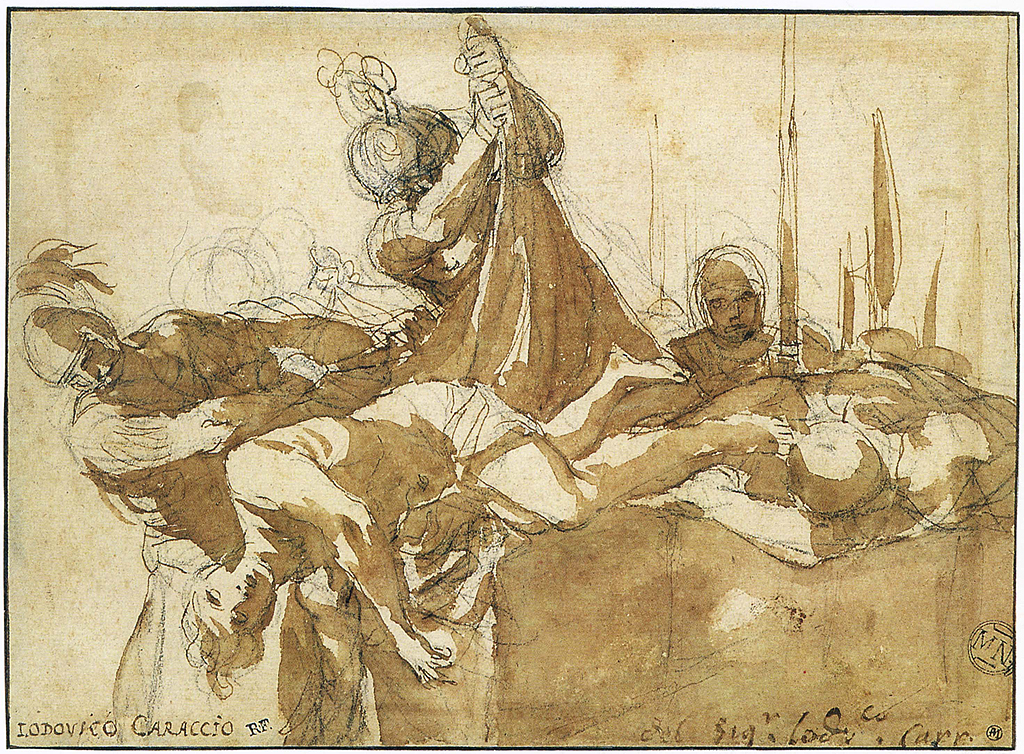
Il disegno preparatorio del Louvre

La scena ha ambientazione notturna. Un gruppo di soldati si affatica nel trascinare il corpo del martire, ormai sul punto di cadere nella fogna. Per precipitarlo gli aguzzini srotolano il sudario in cui Sebastiano era avvolto. 
È molto efficace il contrasto tra la tensione muscolare dei soldati, determinata dallo sforzo, e la posa passiva ed inerte del cadavere del santo. 
Solo uno dei soldati è estraneo alla concitazione dell'evento: è l'arciere in posizione stante, in secondo piano sulla destra della tela, che copre parzialmente una colonna. Evidente allusione al primo tentativo di martirizzare Sebastiano. 
L'intero gruppo emerge dal buio e la luce si concentra sulla spoglia di san Sebastiano, fulcro del dipinto, catturata dal suo pallore cadaverico. 
Negli effetti luministici e nel brutale affaccendarsi dei nerboruti soldati può forse cogliersi un influsso del Caravaggio.
Della tela di Ludovico si conserva anche un bel disegno preparatorio, custodito al Louvre.